# 堇叶延胡索
堇叶延胡索（学名：Corydalis fumariifolia）为罂粟科紫堇属下的一个种。

## 扩展阅读
- 維基物種上的相關：堇叶延胡索